# 炭鉱国管疑獄

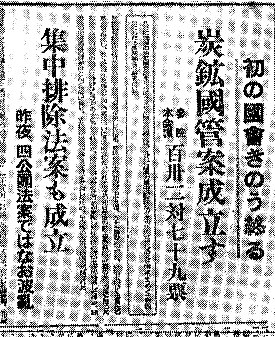
炭鉱国管法成立を報じる朝日新聞(1947年12月10日付)

炭鉱国管疑獄（たんこうこっかんぎごく）は、1947年から1948年に起きた日本の汚職事件である。

## 概要
社会党首班政権の片山内閣が炭鉱を国家管理にするため、炭鉱国家管理法案を第1回国会に提出した。これに炭鉱主が反発し、炭鉱国家管理法案を阻止するために保守系議員へ政界工作を行った。炭鉱国家管理法案は炭鉱主側の言い分が通る形で修正となり、法案が成立した。
しかし、後に炭鉱主側の工作が世間に露見する。この疑獄では長尾達生、淵上房太郎、倉石忠雄、平井義一、植原悦二郎、西田隆男、川崎秀二、坪川信三、伊藤卯四郎、木内四郎、衛藤速、浜田寅蔵、大滝亀代司、岡部得三といった14人の国会議員が証人喚問された。
検察は各所を捜索し、福岡県下の銀行を調べた結果、都市銀行の福岡県下の支店から東京支店に送金されたことが発覚した（東京送金）。捜査は続けられ、田中角栄、田中萬逸、竹田儀一、尾崎末吉、坪川信三、岡部得三、庄忠人、東舜英、深津玉一郎、平野増吉が収賄罪で、長尾達生が贈賄罪で、衆議院議員が逮捕された（田中角栄の逮捕は国会開会中のため逮捕許諾請求可決によって逮捕され、田中角栄以外の10人は1948年12月23日の衆議院解散以後に前衆議院議員として国会閉会中に通常逮捕されている）。
1948年12月22日から1949年4月5日まで、田中角栄、田中萬逸、竹田儀一、尾崎末吉、庄忠人、東舜英、深津玉一郎の7人が収賄罪で起訴され、長尾達生と炭鉱主4名の計5名が贈賄罪で起訴され、12名が刑事裁判にかけられた。収賄罪で逮捕された政治家の内、坪川信三、岡部得三、平野増吉は起訴猶予となった。
炭鉱国管疑獄表面化の当時、刑事裁判は旧刑事訴訟法を基本に、「日本国憲法の施行に伴う刑事訴訟の応急措置に関する法律」（1948年12月31日失効）によって審理されていたが、捜査中の1949年1月1日から新刑事訴訟法が施行された。炭鉱国管疑獄の被告は起訴された日付によって、旧刑訴法適用組と新刑訴法適用組の2つのグループに分離されて東京地裁で裁判が行われた。
刑事裁判では収賄側は「金銭授受は認めるが趣旨は違う」として収賄罪を否認し、深津玉一郎に懲役2年執行猶予4年・追徴金200万円、尾崎末吉に懲役1年2ヶ月執行猶予2年・追徴金103万円、長尾達生に懲役1年2ヶ月執行猶予2年、炭鉱主2名が懲役1年執行猶予2年、炭鉱主1名に罰金10万円、炭鉱主1名に罰金5000円の有罪判決がそれぞれ確定したが、庄忠人が一審に懲役8ヶ月執行猶予1年の有罪判決の控訴中に死亡して公訴棄却となり、田中萬逸、田中角栄、東舜英、竹田儀一の4人について無罪判決が確定した。